# Judit I
“Judit 1” es un óleo sobre tela de 84 x 42 cm pintado en 1901 por el pintor  austríaco Gustav Klimt, una obra que representa la madurez artística del autor y está considerada como la primera de su "período dorado", caracterizado por un lenguaje de fuerte abstracción simbólica y el uso de oro como material junto a los pigmentos al óleo.
Apoyada en una cornisa de cobre repujado (realizada por su hermano Georg, escultor y orfebre), Klimt pinta por primera vez a la bella heroína bíblica, ya que una segunda Judit se completará en 1909.
El sujeto se utiliza como metáfora del poder de seducción femenino, que logra vencer a la mayor fuerza viril. El clima del cuadro se presta obviamente a resaltar la figura de Judit como "mujer fatal", cruda y seductora, que lleva a la ruina y a la muerte a su amante. 
La imagen tiene una dimensión vertical muy acentuada con la figura de Judit, de gran fuerza erótica, que domina casi completamente la composición. La cabeza de Holofernes aparece apenas en escorzo, abajo a la derecha, tallada en la mitad inferior del borde de la cornisa. Es notable la diferencia entre la carnalidad de la figura principal, que presenta una resolución tridimensional, y el vestido, tratado con un decorativismo bidimensional muy acentuado. 
Detrás de la cabeza de Judit se representa un paisaje arcaico y estilizado de colinas y árboles, que recuerda los motivos decorativos de la cerámica micénica. 
La obra se exhibe en la Österreichische Galerie Belvedere de Viena, en Austria.